# 퉁허신춘역

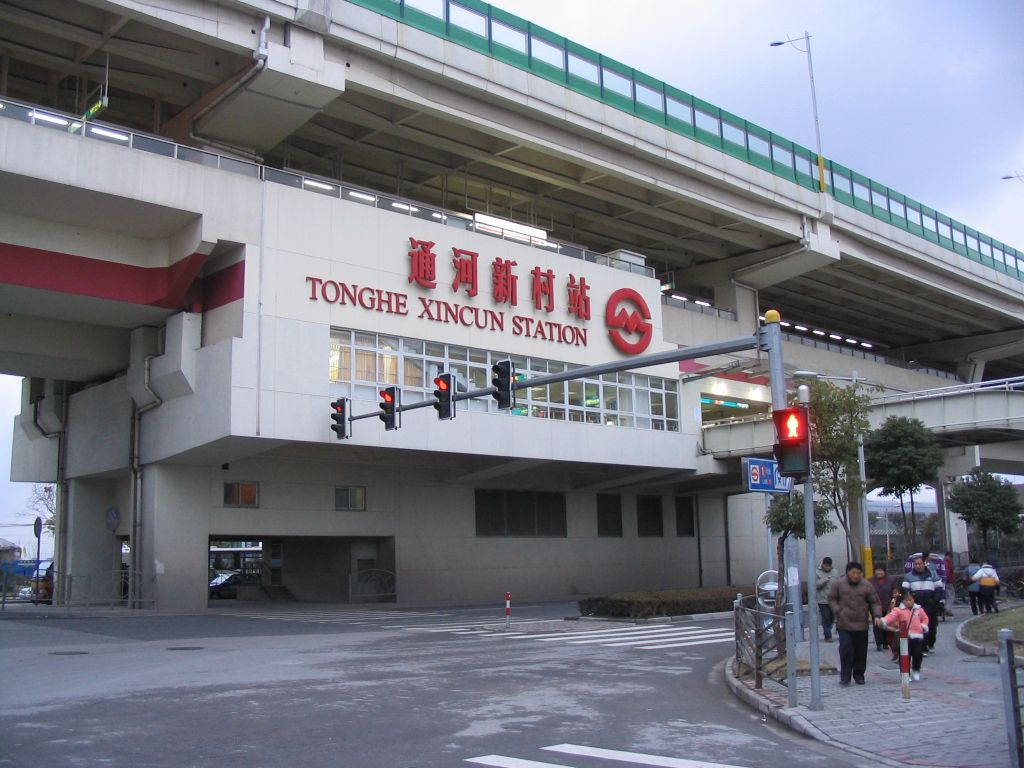
퉁허신춘역 역사 (2005년 2월)

퉁허신춘역(중국어: 通河新村站)은 중국 상하이시 바오산구 먀오싱진·장먀오 가도 접경의 궁허 신로·장장 서로 교차로에 위치한 상하이 지하철 1호선의 지하철역이다. 18호선 2단계에 퉁허신춘역이 환승역이 될 예정이었으나, 결과적으로 후란루역이 환승역이 되었다.

## 車站特點
본 역의 북쪽에 주차선이 하나 있다. 북부 연장선 구간의 잦은 교통체증으로 상하이 지하철는 소교로선(小交路線) 종점을 상하이역에서 본역까지 연장해 2009년 시행할 것을 발표하얐으며, 주차선은 소교로선 열차의 회차선으로 변경되었다. 2004년 북부 연장 시운전 중 이곳에서 발생한 추돌사고로 102호차 92113호 객차가 파손돼 무기한 방치되었다.

## 車站結構

### 楼层分布
퉁허신춘역은 총 3층으로 된 고가역이며, 1층은 궁허 신로와 평행하여 4개의 출구가 있고, 2층은 대합실로 매표·교통카드 충전·안전검색·개집표기 등의 서비스가 제공되며, 3층은 승강장층으로 2개의 상대식 승강장이 설치되었다. 이 중 승강장 위쪽은 남북고가로이다.
다음 펑푸신춘역의 층별 구조는 아래와 같다.:
| 3층 | 상대식 승강장, 오른쪽 출입문이 열림 | 상대식 승강장, 오른쪽 출입문이 열림        |
| 3층 | ←                                   | ■1호선 푸진루 방면 (후란루)                |
| 3층 | →                                   | ■1호선 신좡 방면 (궁캉루)                  |
| 3층 | 상대식 승강장, 오른쪽 출입문이 열림 |                                            |
| 2층 | 대합실                              | 고객 센터, 자동 매표기, 수동 서비스 카운터 |
| 1층 | 출구                                | 1-4번 출구                                 |

## 버스 환승
95, 114, 312, 322, 552, 728, 849, 851, 916, 虎南线, 彭泾线, 705, 728, 760, 彭罗专线

## 출구
|                         |                                                    |  |  |
| 출구                    | 출구 인근                                          |  |  |
| 1번 출구                | 궁허 신로(共和新路) 동측, 장장 서로(长江西路) 북측 |  |  |
| 2번 출구                | 궁허 신로 동측, 궁장로(共江路) 북측                |  |  |
| 3번 출구                | 궁허 신로 서측, 궁장로 북측                        |  |  |
| 4번 출구                | 궁허 신호 서측, 장장 서로 북측                     |  |  |
| 아이콘 설명: 엘리베이터 |                                                    |  |  |